# Bayern 1
Bayern 1 est la première station de radio de la Bayerischer Rundfunk.

## Source de la traduction
- (de) Cet article est partiellement ou en totalité issu de l’article de Wikipédia en allemand intitulé « Bayern 1 » (voir la liste des auteurs).